# Some Product: Carri on Sex Pistols
Some Product: Carri on Sex Pistols — альбом британской панк-группы Sex Pistols 1979 года, представляющий собой коллаж из отрывков интервью участников группы.

## Об альбоме
Парадоксальным образом, этот немузыкальный продукт, вышедший полтора года спустя после распада коллектива, достиг 6-й позиции в британском хит-параде — выше, чем их предыдущий альбом-саундтрек The Great Rock ‛n’ Roll Swindle.

## Список композиций
1. «The Very Name 'Sex Pistols'» (various artists) — 5:27
2. «From Beyond the Grave» (Sid Vicious) — 8:27
3. «Big Tits Across America» (Paul Cook and Steve Jones) — 11:19
4. «The Complex World of John Rotten» (Johnny Rotten) — 8:18
5. «Sex Pistols Will Play» (Paul Cook and Steve Jones) — 3:21
6. «Is the Queen a Moron?» (Sex Pistols) — 3:55
7. «The Fucking Rotter» (Sex Pistols) — 0:41

Форматы: грампластинка, компакт-диск

## Позиции в хит-парадах
Еженедельные чарты:
| Год  | Хит-парад                        | Высшая позиция | Пребывание в чарте |
| ---- | -------------------------------- | -------------- | ------------------ |
| 1979 | Великобритания (UK Albums Chart) | 6              | 10 недель          |

## Сертификации
| Регион                                                      | Сертификация | Продажи |
| ----------------------------------------------------------- | ------------ | ------- |
| Великобритания (BPI)                                        | Серебряный   | 60 000^ |
| ^ Данные о тиражах приведены только на основе сертификации. |              |         |